# Sicyos acariaeanthus
Sicyos acariaeanthus är en gurkväxtart som beskrevs av Hermann August Theodor Harms. Sicyos acariaeanthus ingår i släktet hårgurkor, och familjen gurkväxter. Inga underarter finns listade i Catalogue of Life.